# غريغور غورزاديان
غريغور غورزاديان ((بالأرمنية: Գրիգոր Գուրզադյան)) (15 أكتوبر 1922 – 22 فبراير, 2014) كان فلكي أرمني, ورائد في علم الفضاء.

## الحياة

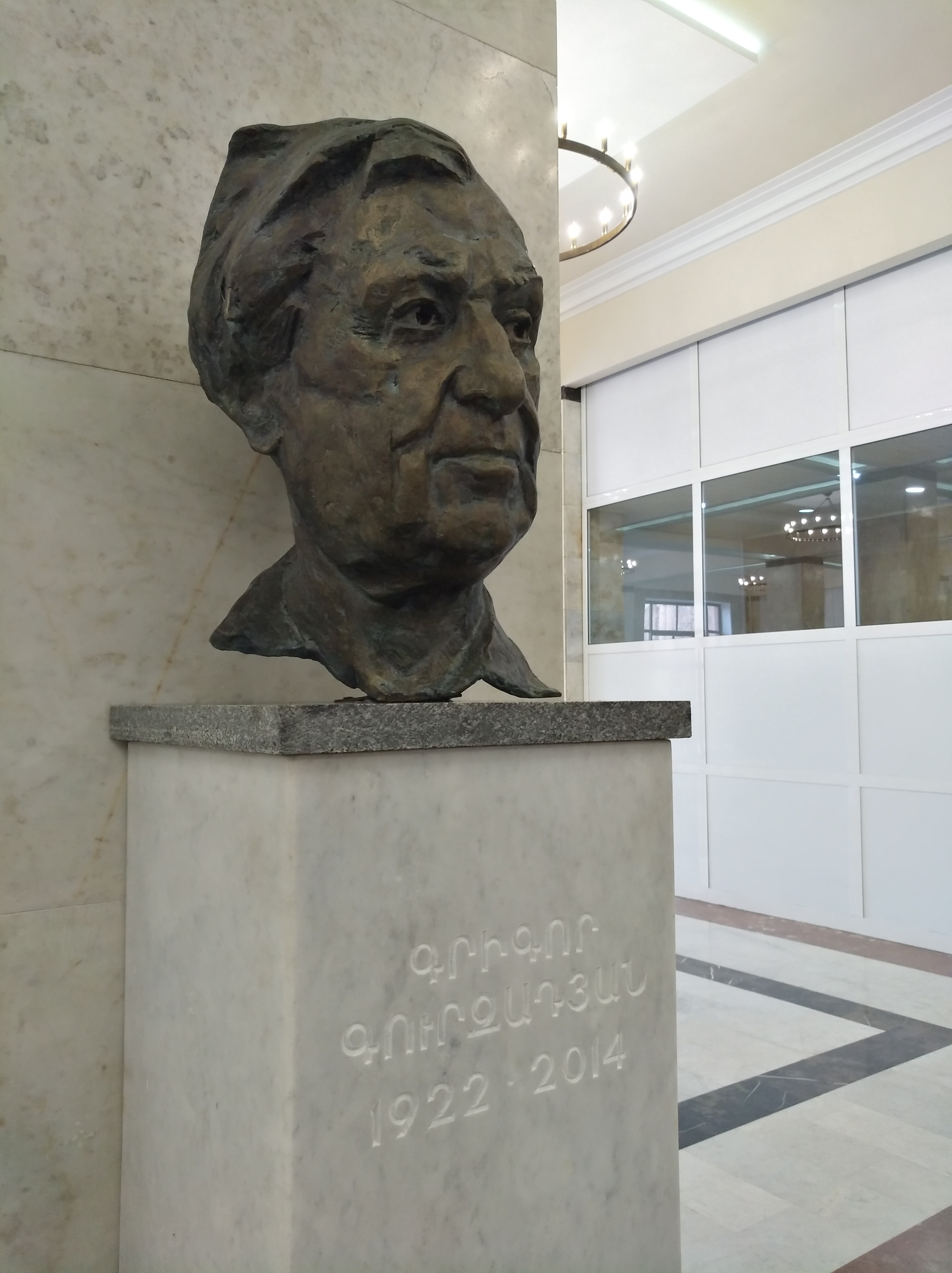
تمثال نصفي لغريغور غورزاديان

وُلد غورزاديان في عام 1922 في بغداد، لوالدان نجوا من الإبادة الجماعية للأرمن. بعد تخرجه من قسم الهندسة المائية والإنشاءية في معهد يريفان للفنون التطبيقية في عام 1944، أصبح طالبًا متخرجًا من فيكتور أمبارتسوميان، والذي انتقل للتو إلى أرمينيا. كونه في فريق أمبورتسوميان المؤسسين لمرصد بيوراكان، ترأس في وقت لاحق مختبرًا، وفي الستينيات أصبح نائب مدير مرصد أبحاث الفضاء. بعد ذلك، ترأس فرع مرصد بوراكان حول أبحاث الفضاء. في عام 1971 أسس وترأس مختبر غارن للفلك الفضائي (معهد، 1992-2004). عضو في الأكاديمية الأرمنية للعلوم (1986؛ عضو المقابلة 1965)، DSci. 1955، دكتوراه عام 1948. أبنه هو فاه غورزاديان، فيزيائي رياضي وأستاذ في معهد يريفان للفيزياء، والتي تتمثل موضوعات البحث الرئيسية فيها في: الفوضى في النظم غير الخطية، ديناميات N-body، الديناميكيات النجمية، إشعاع الخلفية الكونية الميكروية، علم الكونيات بالمراقبة .

## العمل
في الستينيات وأوائل السبعينات من القرن الماضي قام بتوجيه مراقبة أشعة الشمس والأشعة السينية الصادرة من الشمس عبر صواريخ الفيزياء الفلكية والمراصد ك-2, ك-3, ك-4 عن طريق الصواريخ البالستية ر-5: الإطلاق الأول في 15 فبراير 1961 من قاعدة كابوستين يار العسكرية في روسيا. ورقته في كوم. الأرمن أكاد. العلوم, الثالث والأربعون, 28, 1966, «أشعة سينية قوية في الشمس» (من 1 أكتوبر 1965) هي على الكشف عن أشعة الشمس القوية التي لوحظت في ذلك الوقت.
ثم أنتقل إلى تصميم مراصد مدارية فضائية، سواء على متن الطائرة أو المسابر الآلية والمركبات الفضائية المأهولة. كان التلسكوب فوق البنفسجي بروسون على متن السفينة كوزموس 309 في عام 1969، وتلسكوب الأشعة السينية ألطاير على متن المركبة ميتيو 1-16 في عام 1974؛ كلاهما أطلقا من محطة بليسيتسك الفضائية. كان أبرزها مرصد الفضاء أوريون 2، مع تلسكوب هائل الزاوية من نظام كاسيجرين، يعمل على متن المركبة الفضائية سويوز 13 في ديسمبر 1973. تم الحصول على الأطياف من الآلاف من النجوم إلى الضعفاء مثل حجم 13th، تم الحصول على أول طيف للأشعة فوق البنفسجية الساتلية من السديم الكوكبي (IC 2149) وكشف عن خطوط من عناصر-الألمنيوم والتيتانيوم لم تلاحظ سابقاً في السدم الكوكبية, وتم الكشف عن اثنين من الانبعاثات الفوتونية من السدم لأول مرة. وعلى سبيل المقارنة، فأن التلسكوب فوق البنفسجي سكاي لاب الذي كان في المدار في نفس الوقت، كان يمكن أن ينظر فقط إلى النجوم إلى قوته 7.5. قبل سنتين، في أبريل 1971، حملت أول محطة فضائية ساليوت 1 إلى مدار أوريون 1 المرصد الفضائي، أول تلسكوب فضائي مع منظور موضوعي.
وتوقع الحقول المغناطيسية في السدم الكوكبية في الستينيات، والتي تم أكتشافها بالفعل في عام 2005 (جوردان، وارنر، أو’تولي). وقد قام بتأليف ورقات نظرية حول نجوم مضيئة (توقع مشاعل الأشعة تحت الحمراء السلبية)، ومسألة بين النجوم، ونجوم ثنائية. في التسعينيات طور نظرية الكروموسومات المشتركة (roundchromes) للنجوم الثنائية القريبة وتطور العناقيد الكروية الثنائية.
على مدى عقود حاضر في جامعة يريفان الحكومية (الفيزياء الفلكية النظرية، والميكانيكا السماوية) وفي معهد يريفان للفنون التطبيقية (ميكانيكا دقيقة). وهو معروف أيضاً بأسم الرسام الأصلي ومقالاته عن فلسفة العلوم والفن.

## وصلات خارجية
- http://garni-cosmos.com/ نسخة محفوظة 15 مايو 2019 على موقع واي باك مشين.
- https://web.archive.org/web/20070223023359/http://www.aras.am/Gurzadyan.html
- http://www.sci.am/members.php?mid=144&langid=1